# Kanel

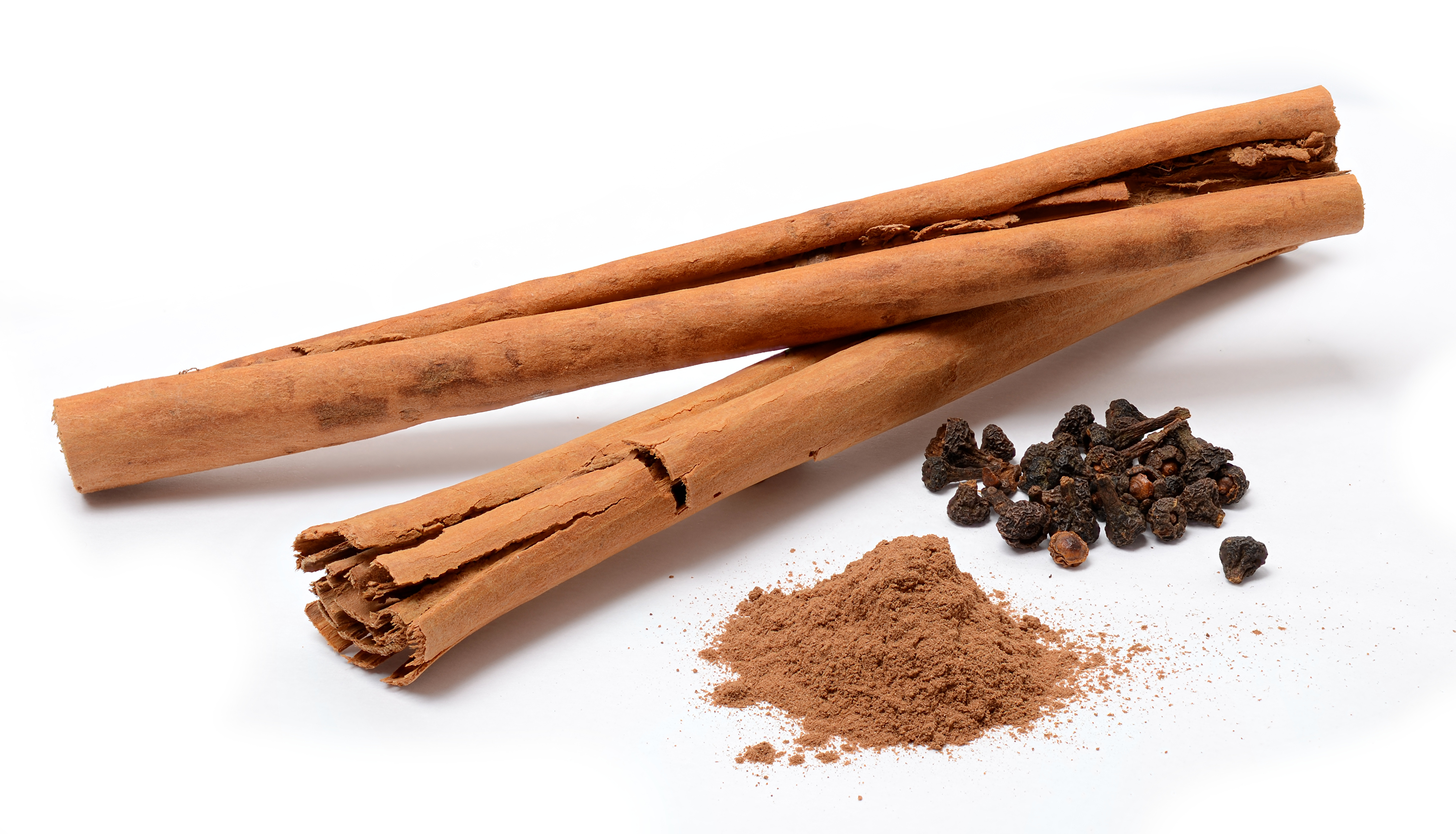
Kanelstänger, pulver och blommor.

Kanel är en krydda som bereds av barken från arter i kanelsläktet (Cinnamomum) som ingår i familjen lagerväxter. Det finns ungefär 250 olika kanelträdsarter, varav främst padangkanel, kassiakanel och ceylonkanel används i kryddan kanel.

## Historia

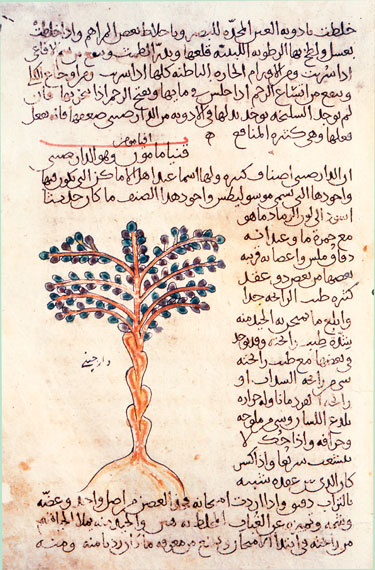
Kanelträd i ett arabiskt manuskript från 900-talet med en översättning av Dioscorides Om läkemedlen

Redan runt 2700 f.Kr nämns kassiakanel som medicin av kejsaren av Kina, Shennong. Kanel omnämns också i de egyptiska Ebers-papyrusrullarna från cirka 1500 f.Kr., i det gamla testamentet och dessutom i gamla skrifter från medelhavsområdet redan 800 f.Kr. Även Herodotos skriver i sin historia om kanel och kassia. 
Kryddan kanel letade sig alltså mycket tidigt västerut längst sidenvägen. Kanel har också kommit sjövägen från Sydostasien till Östafrika och därifrån via Etiopien till Europa med araberna. Denna handelsväg omnämns av Plinius den äldre och kallas kanelvägen.
Romarna använde sig också av den indiska lagerns blad (tejpat) och kallade kryddan för malabarblad. Tejpat användes främst till ölbryggning i Europa under medeltiden. Under 1500-talet försvann bladen från den europeiska marknaden.
Araberna som dominerade kanelhandeln helt höll länge kanelens ursprung hemlig. I och med att Vasco da Gama fann sjövägen till Indien 1498 började arabernas dominans brytas eftersom det ledde till att portugiserna når Sri Lanka och därmed finner ceylonkanelen 1505.
Kanel har använts i Norden sedan 1300-talet. Vid det gravöl som heliga Birgitta höll över sin far 1328 gick det enligt en bevarad nota bland annat åt ett halvt kilo kanel.
Ordet har kommit in i svenska språket närmast från tyska, som har ett ursprung i franska canelle, som bygger på provensalska canela, som i sin tur är diminutiv till cana. Det italienska ordet canella betyder litet rör.

Kanelsläktets vetenskapliga namn cinnamomum kan spåras tillbaka till malajiskans kayu som betyder trä och manis som betyder söt. Kanel fick i hebreiskan namnet qinnamon vilket på grekiska blev kinnamomon.

## Användning
Kryddan kanel består av bark från olika arter av kanelträd. Barken skalas, torkas och rullas ihop till kanelstänger. Den torkade kanelen kan också malas till pulver. Bladen och de torkade kanelfrukterna kan också användas.
- I Sverige används kanel främst i bakverk, desserter, gröt, frukt och glögg.[1] Kanelbullen har förärats en egen dag, den fjärde oktober, instiftad av Hembakningsrådet.[6]
- I Grekland och Mellanöstern däremot är det vanligt att använda kanel i kötträtter.[1]
- I Indien används stora mängder kanel som ingår i kryddblandningen garam masala och kryddan används också i desserter, te och kaffe. Blad från den indiska lagern, tejpat, används i det nordindiska köket ungefär på samma sätt som lagerblad.[1]
- I Kina används kanel i kryddblandningen five spice powder.[1]

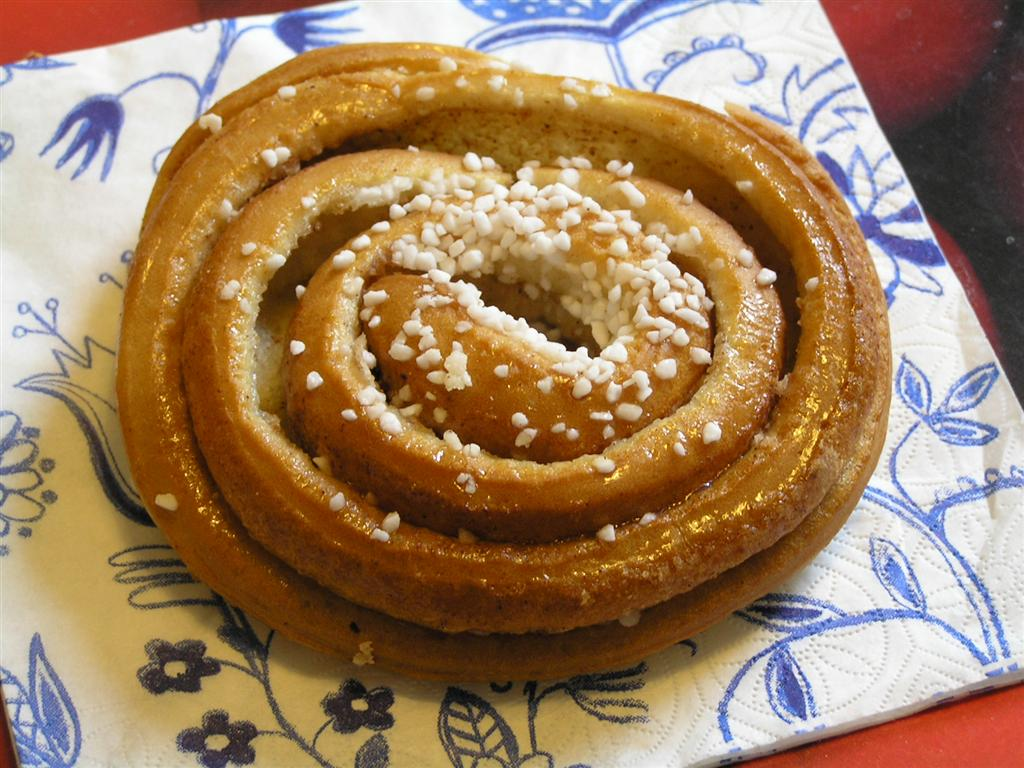
Kanelbulle
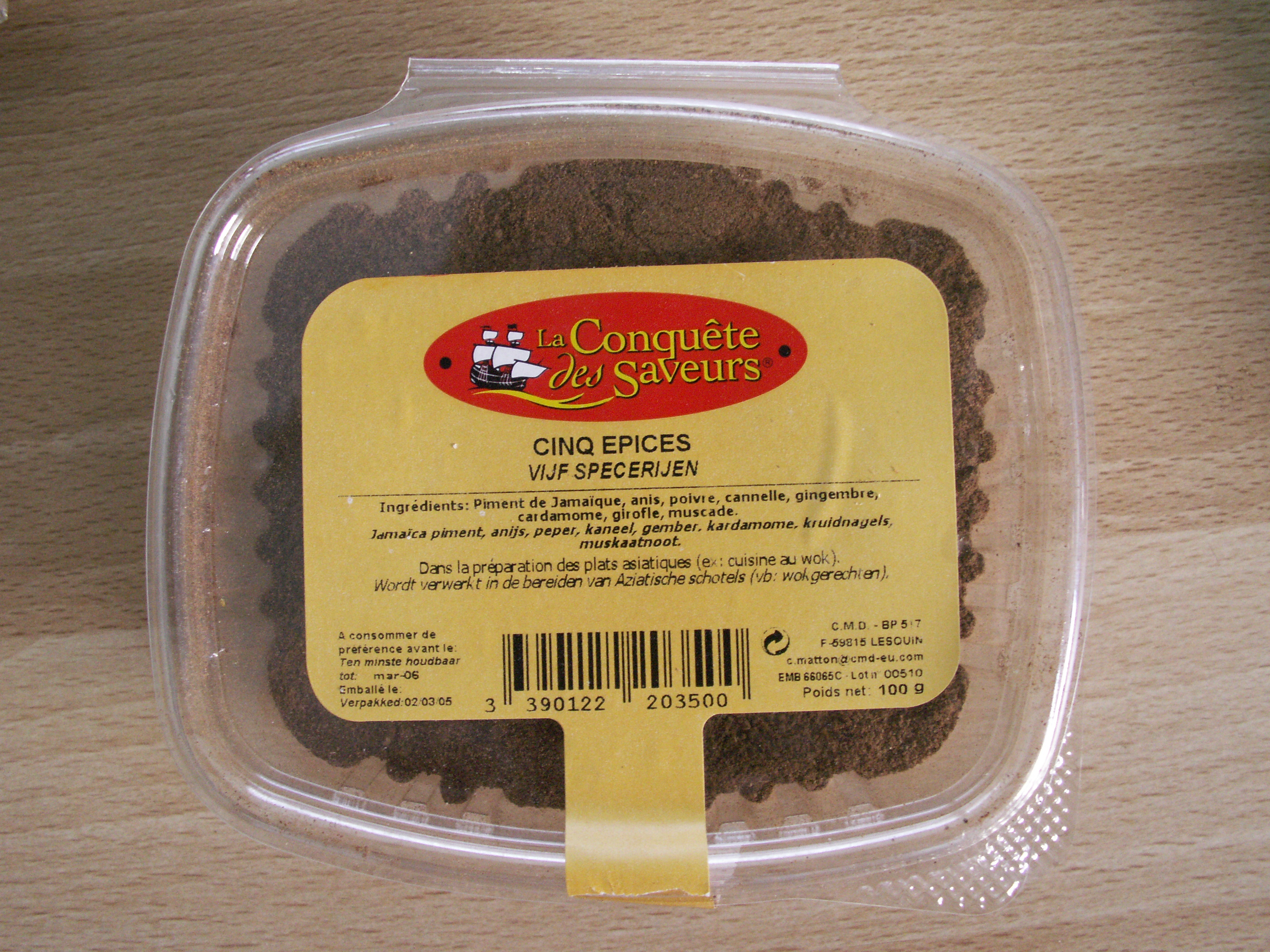
Five spice powder

## Olika sorters kanel
Kassiakanel är normalt den kanel som finns till försäljning i Sverige. Ceylonkanel kallas också äkta kanel och är sötare och mildare i smaken och ljusare än kassiakanel.
Det finns cirka 250 olika kanelträdsarter och de kommer från tropiska och subtropiska delar av Asien och Australien. Några exempel är:
- Kassiakanel - Cinnamomum cassia, som kommer från Kina och kringliggande områden.
- Ceylonkanel eller  äkta kanel - Cinnamomum verum, som kommer från Sri Lanka.
- Padangkanel - Cinnamomum burmannii, som kommer från Indonesien.
- Culilawankanel - Cinnamomum culilawanaa, som kommer från Moluckerna, tidigare Kryddöarna, i Indonesien.
- Vietnamesisk kanel eller saigonkanel - Cinnamomum loureiroi, som kommer från Vietnam.
- Indisk lager eller tejpat - Cinnamomum tamala, som kommer från norra Indien.

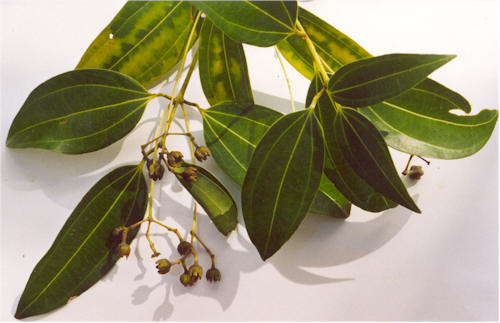
Ceylonkanel
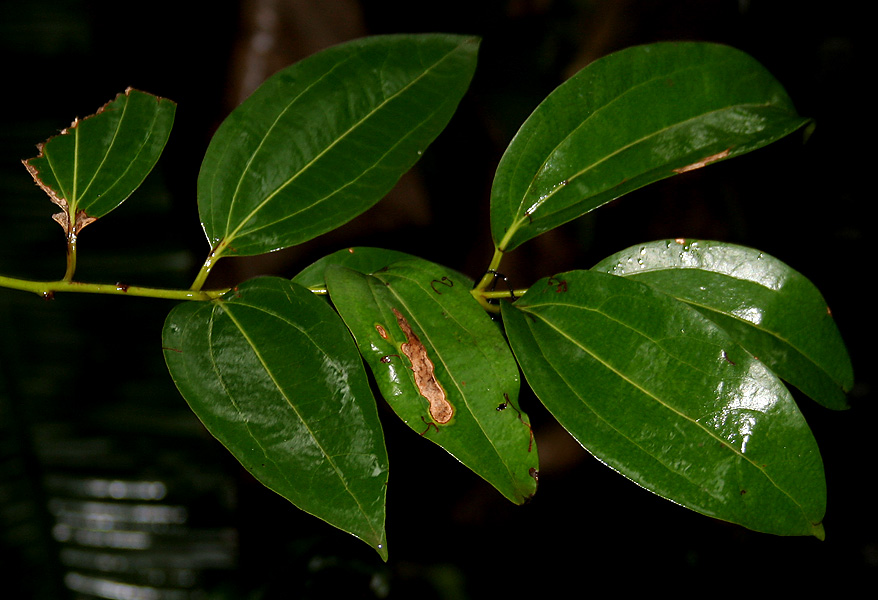
Indisk lager, tejpat

## Hälsoeffekter
Kanel innehåller kumarin som kan ge leverskador vid förtäring i stor mängd. Normal konsumtion av kanel betraktas dock inte vara skadlig i Sverige. I Finland avråder deras ansvariga myndighet från att ge barn kanel mer än en gång i veckan. Kassiakanel innehåller mer kumarin än ceylonkanel (äkta kanel).
Kanel har visat sig kunna förbättra sockeromsättningen och minska blodsockerhalter.
Förordning (EG) nr 1334/2008 anger gränsvärden för kumarin:
- Traditionella eller säsongsbetonade bakverk där kanel anges i märkningen: 50 mg/kg
- Frukostflingor, inklusive müsli: 20 mg/kg
- Konditorivaror med undantag för traditionella eller säsongsbetonade bakverk där kanel anges i märkningen: 15 mg/kg
- Desserter: 5 mg/kg